# Colpaster edwardsii
Colpaster edwardsii is een zeester uit de familie Freyellidae.
De wetenschappelijke naam van de soort werd, als Brisinga edwardsii, in 1882 gepubliceerd door Edmond Perrier.